# Nederlands-Nedersaksisch

Het Nedersaksische taalgebied in Nederland

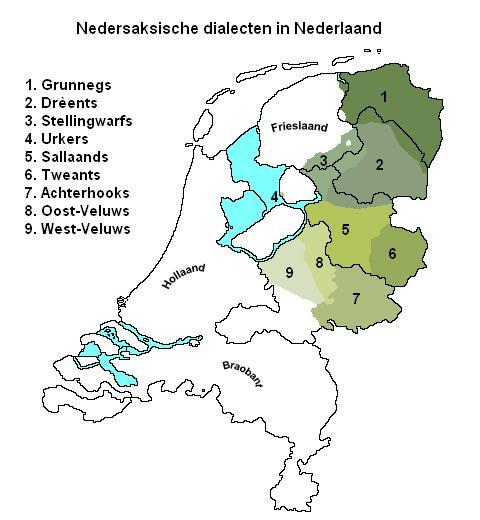
Onderverdeling Nederlands-Nedersaksische dialecten

Nederlands-Nedersaksisch is een groep niet-gestandaardiseerde West-Germaanse Nederduitse variëteiten. Die worden voornamelijk gesproken in het noordelijk en oostelijk deel van Nederland (de provincies Groningen, Drenthe, Overijssel, de Gelderse gewesten Veluwe en Achterhoek, en de Stellingwerven in het zuiden van Friesland). De Nedersaksische dialecten in Nederland vormen geen taalkundige eenheid; ze behoren zelfs tot twee verschillende hoofd-onderverdelingen van de Nedersaksische taal (Gronings is Noord-Nedersaksisch, de andere dialecten vallen onder het Westfaals). De belangrijkste overeenkomsten zitten in het lexicon: de verspreiding van nieuwe woorden houdt tegenwoordig gewoonlijk bij de landsgrenzen op door de invloed die de media en de overheid hebben op de introductie van die woorden. Uitzonderingen zijn plaatsen die deel uitmaken van een internationale agglomeratie: zo heeft het Nederlands duidelijk lexicale invloed op het dialect van Gronau.
Nederland erkent het Nedersaksisch officieel als streektaal en zegt er beperkte steun aan toe, zoals geformuleerd in hoofdstuk 2 van het Europees Handvest voor regionale talen of talen van minderheden. De taalcode (ISO 639-2) van het Nedersaksisch is nds. In 2006 werd er een Wikipedia in het Nederlands-Nedersaksisch opgericht.

## Dialectoverzicht
- Noord-Nedersaksisch (Friso-Saksisch)
  - Gronings en Noord-Drents
    - Westerkwartiers
    - Kollumerpompsters
    - Kollumerlands
    - Middaglands
    - Midden-Westerkwartiers
    - Zuid-Westerkwartiers
    - Hogelandsters
    - Stadsgronings
    - Westerwolds
    - Veenkoloniaals
    - Oldambtsters

  - Stellingwerfs (wordt soms tot het Friso-Saksisch gerekend)[1]
  - Midden-Drents
  - Zuid-Drents
  - Twents
  - Twents-Graafschaps
  - Gelders-Overijssels
    - Achterhoeks
    - Sallands
    - Urkers

  - Veluws
    - Oost-Veluws
    - West-Veluws
    - Noord-Veluws
- Westfaals